# Jo Malone
Jo Malone est un parfumeur anglais. La maison a été fondée au 154 Walton Street à Londres en 1994 par Jo Malone. Depuis 1999 elle est une filiale du groupe américain Estée Lauder,.
La marque compte aujourd'hui de nombreux magasins dans le monde entier, où sont vendus des bougies, des parfums et des huiles de bain.